# Mao Feng
Mao feng (毛峰)  innebär inom teproduktion att man plockat skott med två blad av lika längd. Bland de kändare Mao Feng-sorterna finner man Huangshan Mao Feng och Keemun Mao Feng, båda från Anhui.

## Huangshan Mao Feng
Huangshan Mao Feng (黄山毛峰) är ett grönt te som produceras i Anhuiprovinsen i Kina. Teet är ett av de kändaste kinesiska teerna och återfinns på nästan alla versioner av listan över De berömda kinesiska teerna. Teer växer i närheten av Huangshan (Gula berget) som är hemort för många kända gröna teer. Namnet Mao Feng, som betyder något i stil med "Pälstopp" sägs komma från de små vita hår som ska täcka bladen på ett riktigt Huangshan Mao Feng och att dessa ska likna toppen på ett berg. Det bästa Huangshan Mao Fenget, som många andra gröna teer, ska plockas före den kinesiska Qingmingfestivalen.